# Siemiątkowo
Siemiątkowo è un comune rurale polacco del distretto di Żuromin, nel voivodato della Masovia.
Ricopre una superficie di 112,07 km² e nel 2004 contava 3 633 abitanti.